# テロン

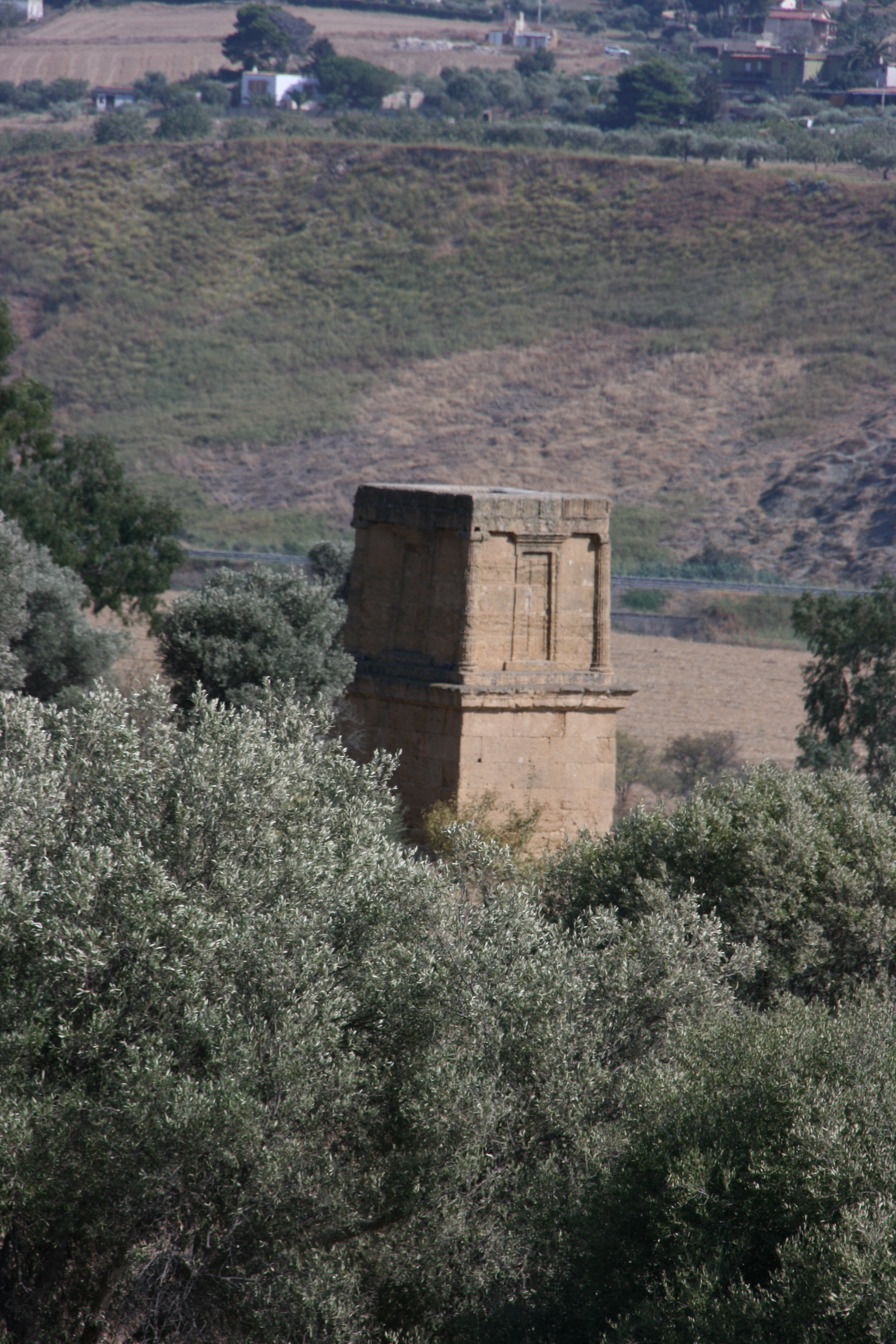
アグリジェントの神殿の谷の「テロンの墓」と呼ばれる建築物

テロン（ギリシア語: Θήρων, gen.: Θήρωνος; 紀元前473年死去）はアネシダムスの息子で紀元前488年から僭主としてアクラガス(現在のアグリジェント)を支配した。2世紀の軍事史家ポリアエヌス（en）によると、テロンは神殿建設の技術者を雇用するために積み立ててあったアクラガスの公共資金を横領して、自身を護衛する私兵を雇い権力を掌握した。この兵力を使って都市の政治を支配した。その後すぐに当時ゲラ（現在のジェーラ）の僭主で紀元前485年からシュラクサイの僭主となるゲロンと同盟を結んだ。ゲロンは後にテロンの義理の息子となっている。
テロンはセリヌスおよびヒメラの僭主テリルスと戦争を起こした。テルリスはヒメラから追放され、義理の息子であったレギオン（現在のレッジョ・ディ・カラブリア）の僭主アナクラシスを通じてカルタゴとの同盟を求めた。テロンはヒメラを占領したが、カルタゴからの遠征軍に包囲されてしまった。紀元前480年、テロンはゲロンの支援を受けてヒメラの城外でカルタゴとその同盟軍に決定的勝利を収めた（ヒメラの戦い）。
テロンの治世の間、アクラガスはシュラクサイとセリヌスと共に一種の三頭政治を行い、当時のシケリアのギリシア植民都市のほとんどを支配した。テロンは紀元前473年に死亡し、息子のトラシダイオスが一時権力を引き継いだが、ゲロンの弟のヒエロン1世に敗れた。その後アクラガスはシュラクサイの支配下に入った。
同時代の詩人ピンダロスは、テロンが紀元前476年の古代オリンピックの戦車競技で勝利を讃える祝勝歌を作っている。また詩人シモーニデースもテロンの宮廷で活動した。